# Michelia ingrata
Michelia ingrata là một loài thực vật thuộc họ Magnoliaceae. Đây là loài đặc hữu của Trung Quốc.